# Hidetoki Takahashi
Hidetoki Takahashi (高橋 英辰 Takahashi Hidetoki?), född 11 april 1916, död 5 februari 2000, var en japansk fotbollsspelare och tränare.
Hidetoki Takahashi var tränare för det japanska landslaget 1957 och 1960-1962.